# Pirotehnimata
Pirotehnimata (грец. Πυροτεχνήματα, укр. Феєрверк) — пісня грецької співачки Єлени Папарізу, третій сингл її третього студійного альбому Vrisko To Logo Na Zo.

## Історія видання
Реліз пісні первісно запланували на вересень місяць, однак успішна радіо-ротація синглу I Kardia Sou Petra змусила відкласти ці плани. Прем'єра пісні як радіо-сингла відбулась 22 грудня 2008 року.
Музичне відео відзняв Александрос Грамматопулос. Кліп здобув нагороди Mad Video Music Awards в категоріях Найсексуальніше відео року та Відео року.

## Позиції в чартах
| Чарт                                      | Пікова позиція |
| ----------------------------------------- | -------------- |
| Greek Airplay                             | 3              |
| Greek Digital Sales                       | 2              |
| Greek Airplay Top100-2009                 | 8              |
| Greek & International Airplay Top100-2009 | 10             |